# 라이자의 아틀리에 ~어둠의 여왕과 비밀의 은신처~
라이자의 아틀리에 ~어둠의 여왕과 비밀의 은신처~(Atelier Ryza: Ever Darkness & the Secret Hideout)는 처음에 일본에서 플레이스테이션 4, 닌텐도 스위치, 마이크로소프트 윈도우용으로 2019년 9월에 출시되고 거스트가 개발한 롤플레잉 비디오 게임이다. 북아메리카에서는 2019년 10월, 그 외 지역에서는 2019년 11월 동일 콘솔용으로 출시되었다. 아틀리에 시리즈 중 21번째 주요 작품이다.
후속작 라이자의 아틀리에 2 ~잃어버린 전승과 비밀의 요정~은 2020년 12월 3일 일본에서, 2021년 1월 북아메리카와 유럽에서 플레이스테이션 4, 플레이스테이션 5, 닌텐도 스위치용으로 출시되었고 마이크로소프트 윈도우 버전은 모든 지역에서 같은 달에 출시되었다. 2번째 후속작 라이자의 아틀리에 3는 2023년 3월에 마이크로소프트 윈도우, 닌텐도 스위치, 플레이스테이션 4, 플레이스테이션 5용으로 출시되었다.
이 게임을 기반으로 한 라이덴 필름의 일본의 애니메이션 텔레비전 시리즈는 2023년 3분기에 초연이 예정되었다.

## 평가
| 평가 |                                   |
| --- | --------------------------------- |
| 통합 점수 통합사 점수 메타크리틱 NS: 84/100 [ 1 ] PC: 75/100 [ 2 ] PS4: 75/100 [ 3 ] 평론 점수 평론사 점수 패미츠 34/40 [ 4 ] OPM (UK) 7/10 [ 5 ] RPGamer 3.5/5 [ 6 ] |                                   |
| 통합 점수 |                                   |
| 통합사 | 점수                              |
| 메타크리틱 | NS: 84/100 PC: 75/100 PS4: 75/100 |
| 평론 점수 |                                   |
| 평론사 | 점수                              |
| 패미츠 | 34/40                             |
| OPM (UK) | 7/10                              |
| RPGamer | 3.5/5                             |